# 汎用熱源

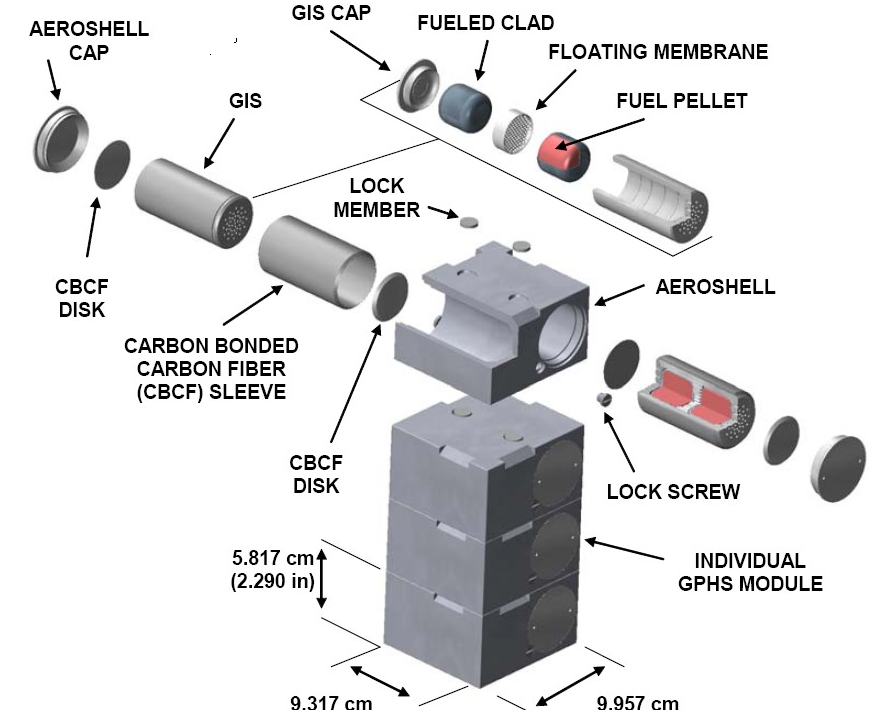
汎用熱源モジュールのスタック分解図。

汎用熱源（はんようねつげん、英語: General-purpose heat source）は、米国DOEが設計した放射性同位体熱電気転換器（RTG）またはスターリング放射性同位元素発電機（SRG）用の放射性熱源である。これは宇宙アプリケーション向けであり、スタック可能なモジュールとしてパッケージ化されている。

## 特徴
GPHSはプルトニウム238二酸化物を燃料としている。各モジュールの温度は摂氏600度を超え、そして製造時に250ワットを供給する。サイズは、9.948cm（幅）×9.32cm（奥行）x 5.82cm（高さ）、重さは各1.44kg以下。

## 安全性
GPHSは安全性を念頭に置いて設計されており、イリジウムで覆われたプルトニウム238二酸化物ペレットを採用している。生成されたアルファ粒子はクラッディングによってブロックされるため、それ以上の放射線シールドは必要としない。ペレットは、カーボンベースの材料の入れ子になった層に入れられ、エアロシェルハウジング内に配置されて完全なモジュールを構成する。
モジュールは、発射台の爆発や高速再突入などの極端な条件に耐えることができる。過熱および衝撃試験は、いくつかのサンプルモジュールで実行された。

## 用途
この設計または非常に類似した設計のGPHSは、カッシーニホイヘンス、ニュー・ホライズンズ、ガリレオプローブ、およびユリシーズプローブのGPHS-RTGで使用された。それらは、マーズ・サイエンス・ラボラトリー（キュリオシティローバー）で使用されているように、多目的放射性同位元素熱電発電機で使用されている。また、高度なスターリング放射性同位体発電機でも使用される。

## 組み立ての段階

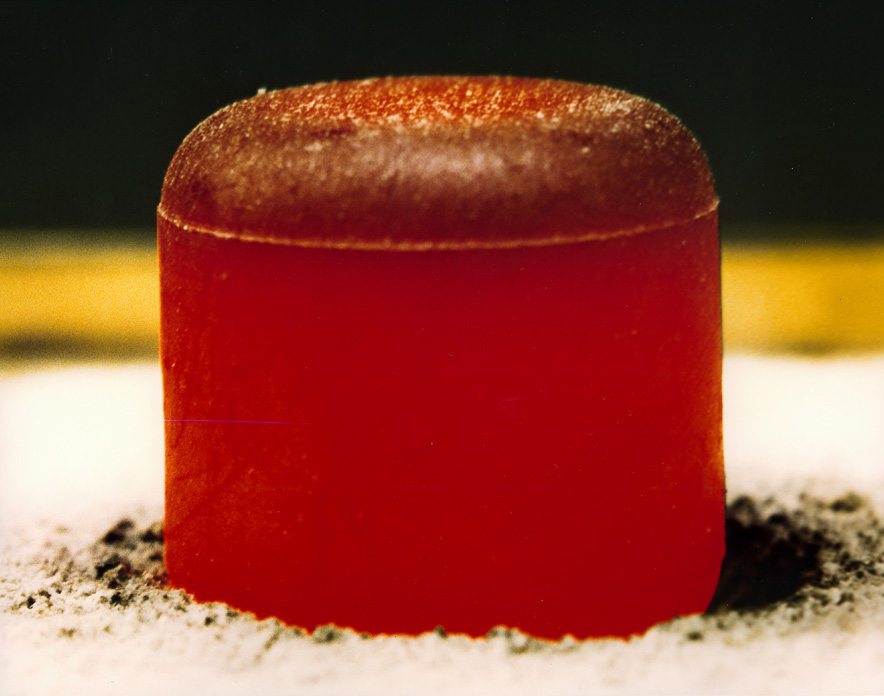
プルトニウムペレット。
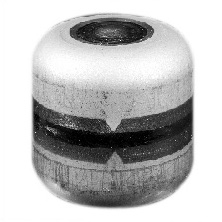
イリジウム被覆内のプルトニウムペレット。
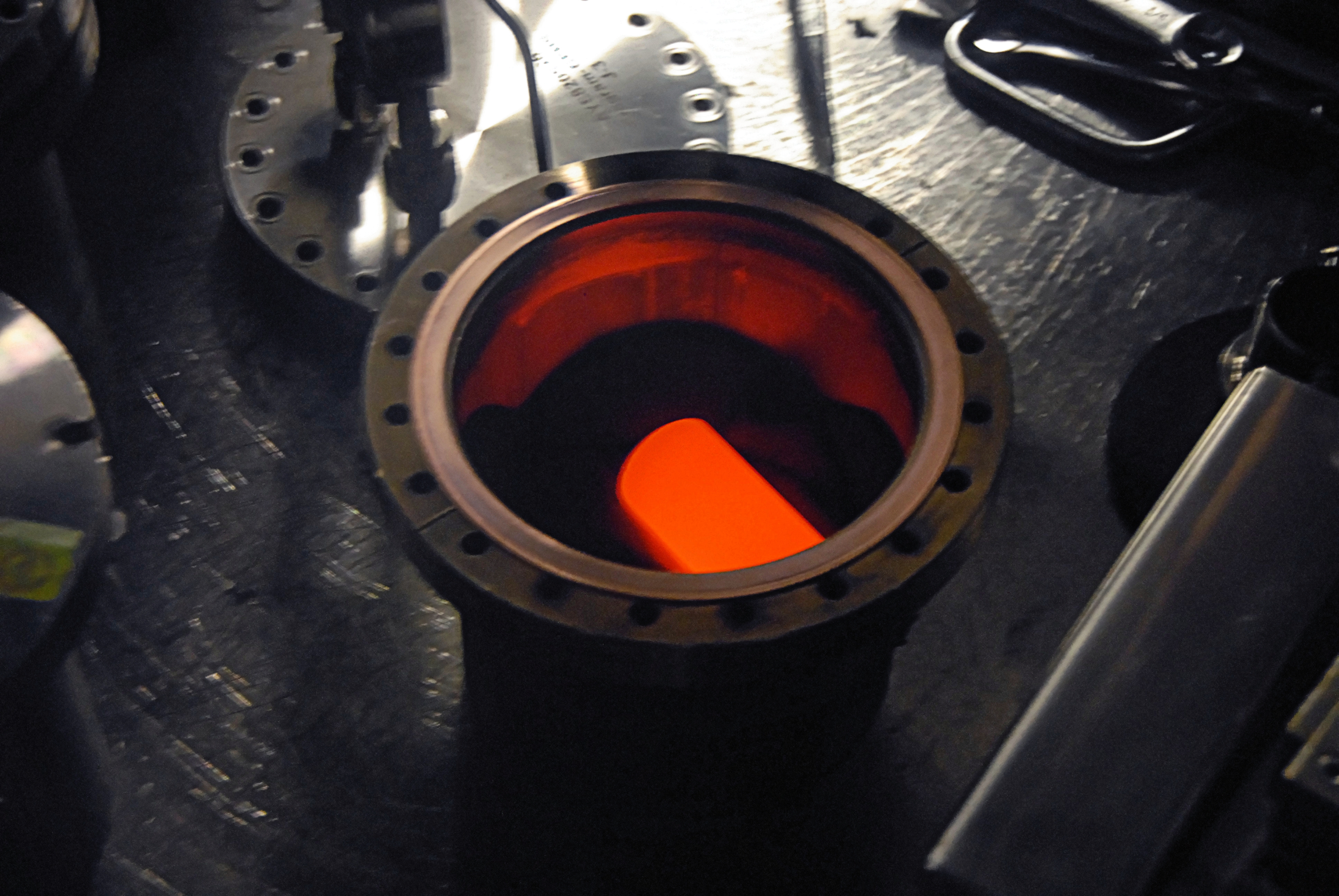
組み立てられたグラファイトインパクトシェル。
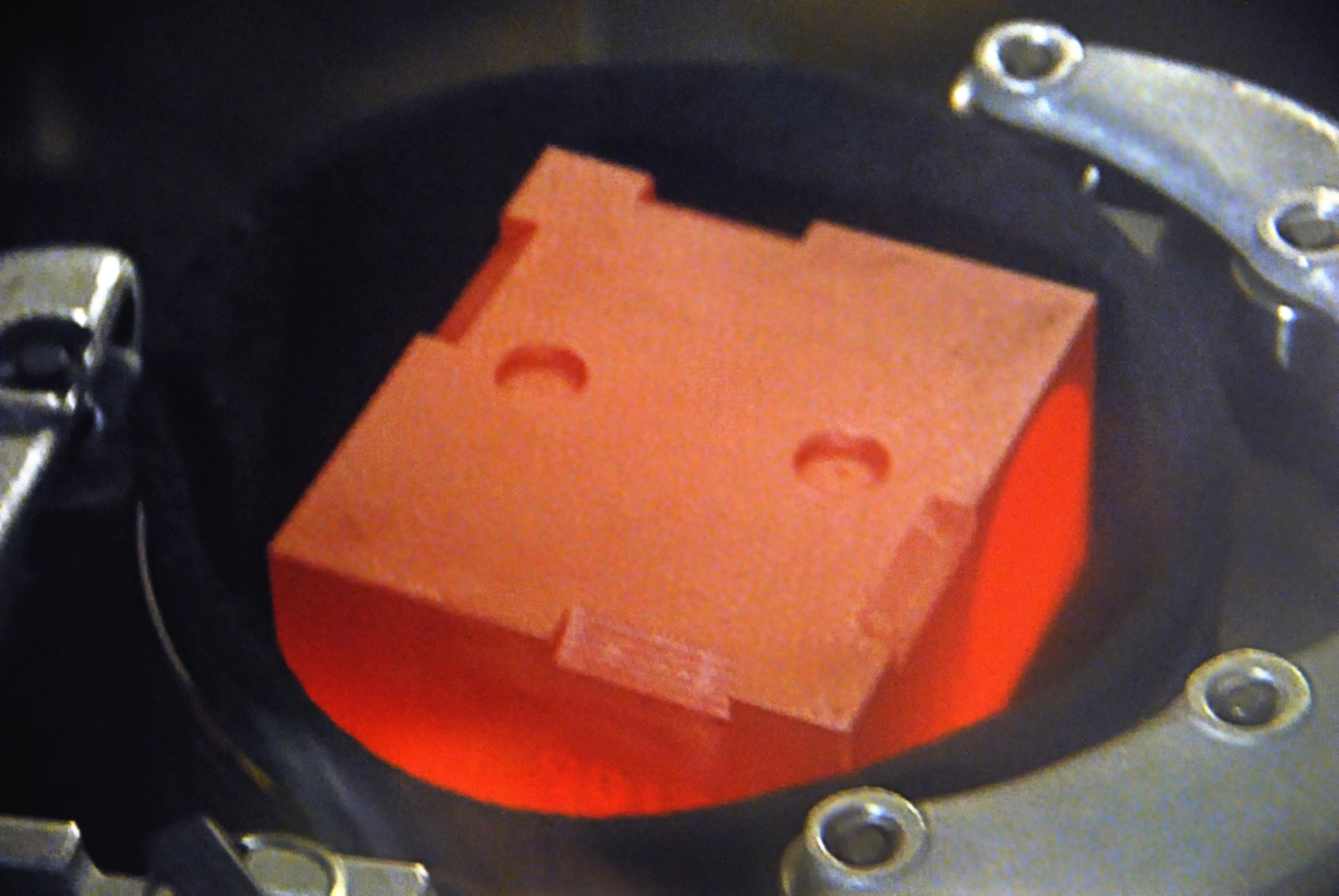
組み立てられたモジュール。